# Ангенхайстер, Густав Генрих
Густав Генрих Ангенхайстер (нем. Gustav Heinrich Angenheister; 1878—1945) — немецкий учёный: физик и сейсмолог.

## Биография
Родился 26 февраля 1878 года в городе Клеве, Германия, в семье Heinrich Angenheister и Elisabeth Henrika.
До 1902 года изучал математику и естественные науки в Гейдельберге, Мюнстере, Мюнхене и Берлине. В декабре 1902 года окончил Берлинский университет с докторской диссертацией на тему эластичности металлов. Работал в Физическом институте Гейдельбергского университета, в 1905 году перешел работать в институт геофизики в Гёттингене, где стал ассистентом физика Эмиля Вихерта. С 1907 по 1909 год Ангенхайстер работал в обсерватории на Самоа, в 1910 году исследовал в Исландии связь между геомагнитными бурями и полярным сиянием. В 1911 году после абилитации в Геттингене учёный занялся изучением поверхностными волнами землетрясений.
С лета 1911 года он снова поехал на Самоа, где провёл два года. В мае 1914 года женился на Edith Tammann. До 1921 года был руководителем обсерватории на Самоа. Принимал участие в Первой мировой войне и несколько месяцев находился в плену.
В 1922 году Ангенхайстер перешел в геодезический институт Потсдама (Geodätisches Institut Potsdam), где с 1926 года был руководителем геофизического отдела. В этом же 1926 году получил профессуру в Техническом университете Берлина. После смерти Вихерта, в 1928 году Густав Ангенхайстер стал директором Института геофизики в Геттингене.
Немецкий геофизик являлся одним из основателей и членом Немецкого сейсмологического общества (ныне Немецкое геофизическое общество). С 1926 года был членом Геттингенской академии наук, в 1934 году был избран членом академии Леопольдина.
Умер 28 июня 1945 года в Гёттингене, Германия.